# (983) Gunila
(983) Gunila – planetoida z pasa głównego asteroid okrążająca Słońce w ciągu 5 lat i 226 dni w średniej odległości 3,16 au. Została odkryta 30 lipca 1922 roku w Landessternwarte Heidelberg-Königstuhl w Heidelbergu przez Karla Reinmutha. Nazwa pochodzi od imienia żeńskiego. Przed jej nadaniem planetoida nosiła oznaczenie tymczasowe (983) 1922 ME.